# José Revert
José Revert Cortés (Banyeres de Mariola, 22 gennaio 1985) è un giocatore di calcio a 5 spagnolo.

## Carriera
Laterale duttile e molto fisico, è dotato di un buon tiro dalla distanza. Dopo le prime stagioni trascorse nelle categorie minori, debutta in División de Honor nella stagione 2009-10 con la maglia del Castellón con cui resta fino al 2013 eccetto una stagione trascorsa tra Talavera e i belgi del Lommel United. Nella stagione 2013-14 si accorda con il Levante, contribuendo alla promozione nella massima serie dei valenciani. Nel 2015-16 approda nella Serie A2 del campionato italiano accordandosi con l'Imola, contribuendo anche in questo caso alla promozione. La stagione seguente mette a segno 16 reti in Serie A, rivelandosi come uno dei giocatori più decisivi della categoria. Nel luglio del 2017 passa alla Luparense con cui firma un contratto annuale, ma dopo soli 5 mesi viene ceduto al Italservice.	